# Cá heo đốm Đại Tây Dương
Stenella frontalis là một loài động vật có vú trong họ Delphinidae, bộ Cetacea. Loài này được G. Cuvier mô tả năm 1829.
Loài này được tìm thấy trong các dòng hải lưu Gulf Stream của Bắc Đại Tây Dương. Thành viên cũ của các loài có màu đốm rất đặc biệt trên tất cả các cơ quan của chúng.

## Hình ảnh

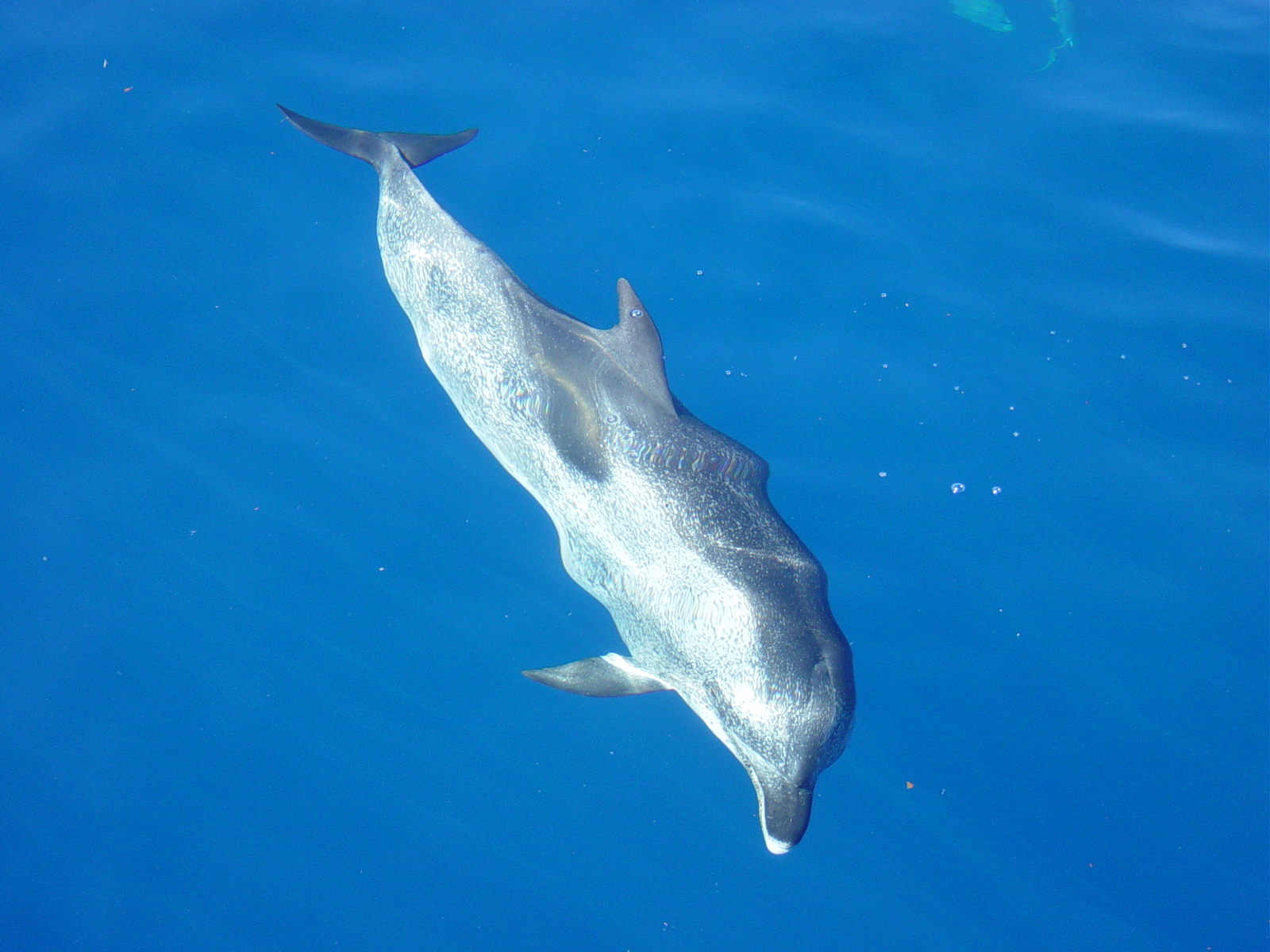
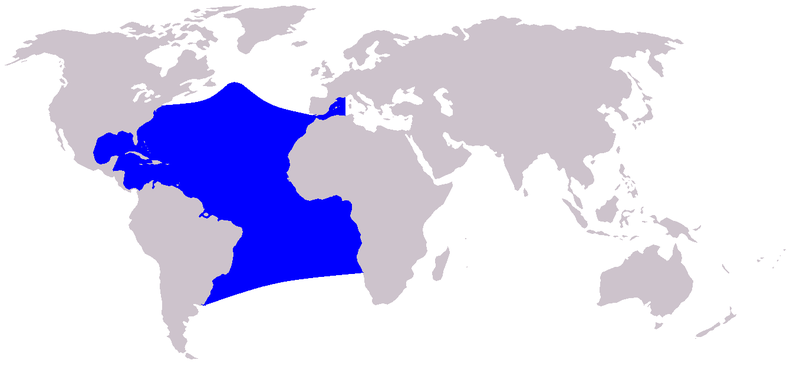
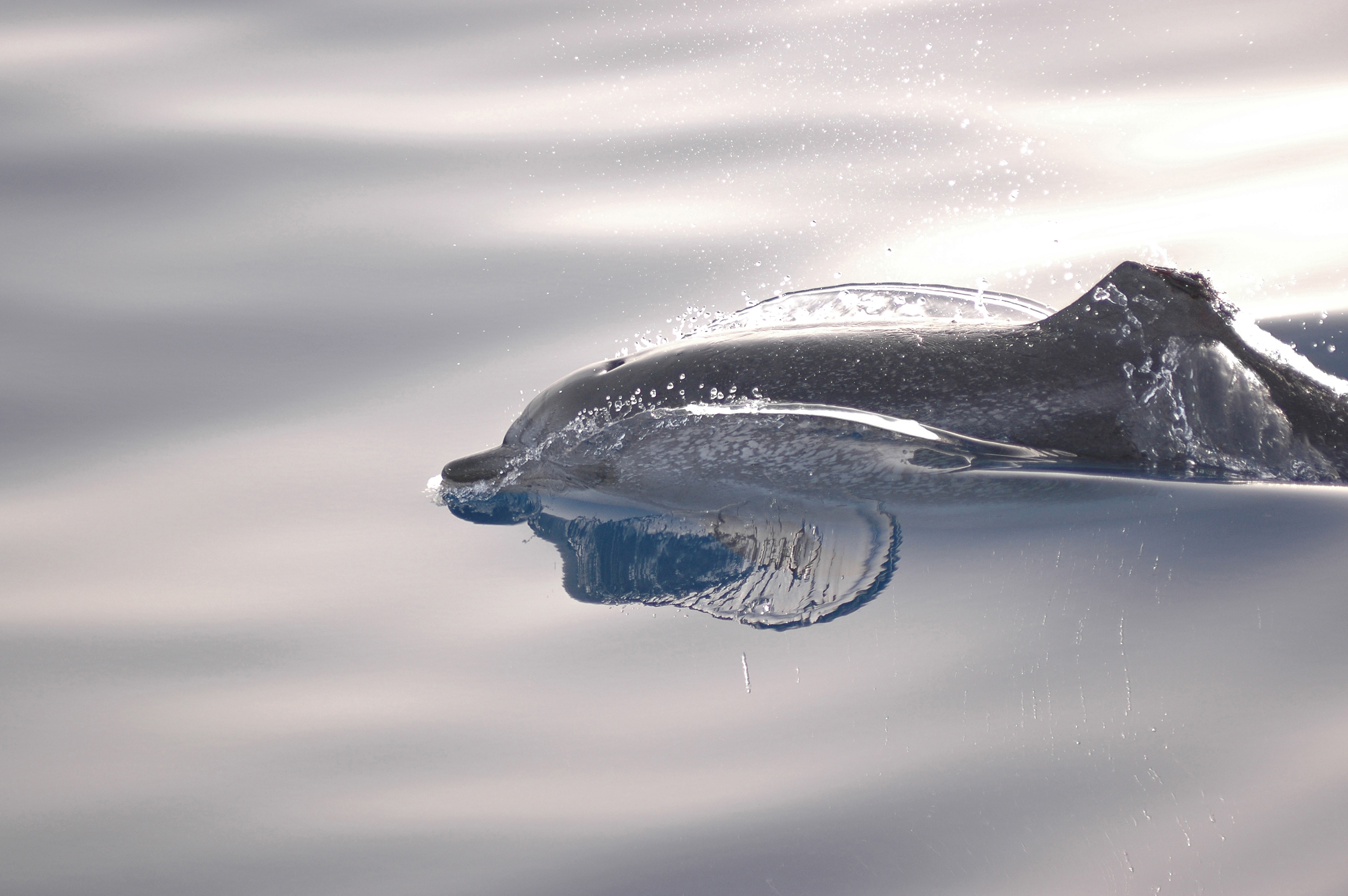
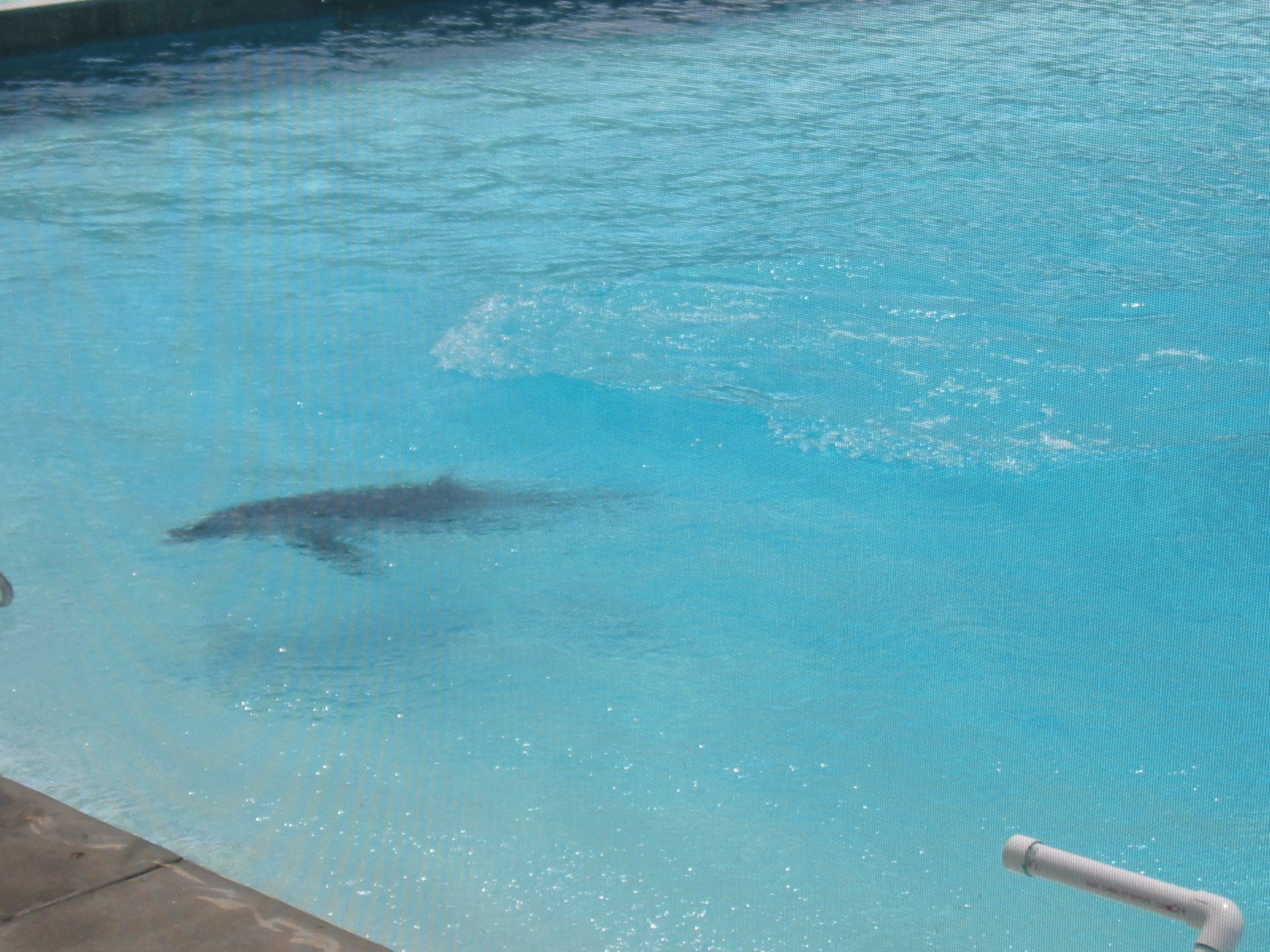